# Resolució 998 del Consell de Seguretat de les Nacions Unides
La Resolució 998 del Consell de Seguretat de les Nacions Unides fou adoptada el 16 de juny de 1995. Després de reafirmar totes les resolucions sobre els conflictes a l'antiga Iugoslàvia, en particular la resolució 982 (1994), el Consell va establir un força de reacció ràpida de fins a 12.500 persones en la Força de Protecció de les Nacions Unides (UNPROFOR) a Bòsnia i Hercegovina després dels atacs i la situació general de deteriorament.
Una carta rebuda del secretari general Boutros Boutros-Ghali el 9 de juny de 1995 va incloure propostes de França, els Països Baixos i el Regne Unit per enfortir la UNPROFOR amb la creació d'una força de reacció ràpida al seu si. La força de reacció ràpida formaria part integrant de l'operació de manteniment de la pau i la UNPROFOR continuaria sent imparcial. El Consell era preocupat per les contínues hostilitats armades a Bòsnia i Hercegovina i que no s'haviaacordat un altre alto el foc. Es van condemnar els atacs contra la UNPROFOR i civils per part de les forces dels serbis de Bòsnia.
Actuant en virtut del Capítol VII de la Carta de les Nacions Unides, el Consell va exigir que les forces sèrbies de Bòsnia alliberessin tots els funcionaris de la UNPROFOR segrestats i que totes les parts respectessin la seguretat de la UNPROFOR. El conflicte no es resoldria mitjançant mitjans militars i les negociacions havien de començar, reiterant com a punt de partida que el bàndol serbi de Bòsnia havia d'acceptar el pla de pau del Grup de Contacte. Es va exigir un alto el foc, el cessament d'hostilitats i l'accés sense restriccions a les organitzacions humanitàries, en particular a les zones segures de les Nacions Unides i a Sarajevo. La resolució demana a les parts que respectin la seguretat dels civils i l'estatut de les zones segures.
A continuació es va decidir augmentar la mida de la UNPROFOR amb un personal addicional de 12.500, un augment superior al 50%, tal com es disposava a la carta del Secretari General. Qualsevol canvi addicional havia de tenir en compte la seguretat de la força i reduir el perill al qual van estar exposats.
La República Popular de la Xina i Rússia es van abstenir de la votació de la Resolució 998 després d'expressar la seva preocupació perquè la UNPROFOR continués sent estrictament una força de manteniment de la pau, cosa que va ser aprovada pels altres membres del Consell.